# Tun (tước hiệu Malaysia)
Tun là một tước hiệu cao quý nhất dành cho công dân Malaysia. Tước hiệu cao quý này do Quốc vương Malaysia phong tước cho những công dân có nhiều đóng góp đặc biệt cho Vương quốc Malaysia.

## Những người được phong tước
- Abdullah Ahmad Badawi, cựu Thủ tướng Malaysia (từ năm 2003 đến năm 2009), được phong tước năm 2009.
- Mahathir Mohamad, cựu Thủ tướng Malaysia (từ năm 1981 đến năm 2003), được phong tước năm 2003.
- Abdul Razak, cựu Thủ tướng Malaysia.
- Abdul Rahman, cựu Thủ tướng Malaysia.
- Lâm Lương Thực, cựu Giao thông vận tải Malaysia.